# Дурное влияние (группа)
«Дурное влияние» — советская постпанк-группа, основанная в 1987 году. На музыку коллектива оказало значительное влияние творчество Bauhaus и Joy Division.

## История
Группа была основана в марте 1987 году басистом Дмитрием Петровым и ударником Игорем Мосиным, к которым присоединился гитарист Вадим Кудрявцев. Первые совместные репетиции проводились под названием «Механический балет» (по названию кинокартины Фернана Леже). Музыканты принялись искать вокалиста, и вскоре им стал Александр Скворцов, принимавший ранее участие в группе «Монумент Страха», писавший собственные стихи и похожий на Питера Мёрфи. Первое крупное выступление группы состоялось в июле 1987 года на фестивале «Вторая волна» в ДК им. 10-летия Октября. Тогда же на репетиционной точке на Садовой при помощи Игоря Коренькова и группы «Петля Нестерова» на самодельный четырёхканальный магнитофон за несколько дней была сделана первая запись коллектива, позже изданная на сплит-альбоме «Сейчас». В январе 1988 года группа прошла прослушивание и была зачислена в Ленинградский рок-клуб, а в июне открыла программу его VI фестиваля на Зимнем стадионе. У группы появился директор — Виктор Снесарь. Музыканты начали выступать с концертами по Ленинграду и за его пределами, участвовали в гастролях в Калининграде с группой Нате!. Вскоре Андрюс Венцлова, приглашённый Игорем Мосиным, снял на песню «24 часа» первый клип группы. В октябре 1988 года, чтобы ухаживать за больной женой, из группы ушёл Вадим Кудрявцев, и музыканты начали искать нового гитариста. На несколько месяцев гитаристом стал Игорь Борисов, с которым при помощи режиссёра Олега Акласа в Доме радио на песню «Сейчас» был снят второй клип группы. В декабре 1988 года новым гитаристом стал Эдуард Нестеренко, который также принимал участие в съёмках клипа. Данный состав можно считать классическим составом группы. В апреле 1989 года музыканты играли на «разогреве» Sonic Youth во время московских концертов их турне по СССР, организованному Артемием Троицким, а в июне приняли участие в VII фестивале Рок-клуба. Осенью Костя Мрак предложил на его студии в местном ДК в Петергофе записать музыкантов. За четыре дня на четырёхканальный магнитофон, сделанный самостоятельно из двух бытовых магнитофонов «Илеть-110», на бытовую ленту было записано 8 лучших песен группы. Данная запись впоследствии была издана под названием Неподвижность. В то же время у группы появился новый директор — им стал Александр Червяков. В сентябре 1989 года по причине занятости в своей группе «Петля Нестерова» из группы ушёл Эдуард Нестеренко, и новым гитаристом стал Олег «Малыш» Дзятко. В январе 1990 года в рамках рок-моста «Ленинград — Гамбург» группа отправилась в первое зарубежное турне и дала восемь концертов в Западной Германии. В июне группа приняла участие в записи передачи ленинградского телевидения «Поп-Антенна». К тому времени в группе стали усиливаться разногласия, в результате чего в том же месяце из группы ушёл вокалист и автор текстов большинства песен Александр Скворцов. Музыканты остались втроём, а вокалистом стал Олег Дзятко. Звук группы изменился, группа перешла от пост-панка к хардкору. Группу заметил и начал помогать Сергей Курёхин. В таком составе весной 1991 года музыканты за репетиционной точке и в домашней студии сделали новую запись, позже изданную на сплит-альбоме «Сейчас». Далее последовали участие в фестивале «Полный гудбай-2» в Киеве, в VIII фестивале Ленинградского рок-клуба, а также ещё несколько концертов. Помимо этого, музыканты снялись для программы на телевидении «Чёртово колесо». С подачи режиссёра передачи Натальи Грешищевой на студии в Останкино музыканты записали альбом «Give Me New God». После открытия летом 1991 года клуба «Тамтам» музыканты стали выступать в нём, играли на «разогреве» венгерской группы «Sexepil». Однако в связи с тем, что Олег Дзятко являлся моряком и подолгу отсутствовал, активность группы заметно снизилась, и к концу 1991 года группа фактически прекратила своё существование.
После распада группы Дмитрий Петров и Игорь Мосин в середине 1990-х основали группу «Бондзинский», в 1997—1999 годах играли в группе «Бригадный подряд». Также Дмитрий Петров принимал участие в группах «Кошкин дом», «Стиль», «Spitfire», «Гранд шаттл банда», а Игорь Мосин с начала 1990-х стал работать на радио. Александр Скворцов стал соучредителем клуба «FishFabrique», некоторое время жил в Европе, принимал участие в группе «Messer Chups», основал группы «Задворки» и «The Assisted Suicides». Вадим Кудрявцев также некоторое время жил в Европе, после чего занялся юриспруденцией. Олег Дзятко продолжил работать моряком. Эдуард Нестеренко продолжил играть в своей группе «Петля Нестерова», а также принимал участие в некоторых других группах, умер в 2008 году.
Осенью 2002 и летом 2007 года музыканты предпринимали попытки возрождения группы в классическом составе, но они не увенчались успехом. После смерти Эдуарда Нестеренко в 2008 году Петров, Мосин, Скворцов, а также присоединившийся к ним Евгений Лазаренко из группы «МультFильмы» в декабре в клубе «Грибоедов» приняли участие в концерте его памяти. Зимой 2011 года Петров, Мосин, Скворцов, а также добавившийся к ним Андрей «Энди» Кордюков начали вместе репетировать и давать редкие концерты в клубах города. Вскоре директором группы стал Игорь Березовец — музыкальный продюсер группы Чиж & Co. При нём на студии «Апрель» 12 апреля 2012 года были сделаны три новые записи, выложенные под названием «Reunion Session 2012 ЕР». В планах Березовца была «раскрутка» группы на радио и выступление на фестивале «Нашествие», однако осуществлению его планов помешала его неожиданная смерть в ноябре того же года и отсутствие активной деятельности группы.

## Состав
- Игорь Мосин — ударные
- Дмитрий Петров — бас-гитара
- Александр Скворцов — вокал (1987—1990; 2008; 2011—2012)
- Вадим Кудрявцев — гитара (1987—1988)
- Игорь Борисов — гитара (1988)
- Эдуард Нестеренко — гитара (1988—1989)
- Олег Дзятко — гитара, вокал (1989—1991)
- Евгений Лазаренко — гитара (2008)
- Андрей Кордюков — гитара (2011—2012)

Временная шкала

## Дискография
| Год  | Название                        | Примечания |
| ---- | ------------------------------- | --- |
| 1987 | Неподвижность (первая версия)   | Самая первая запись группы, сделана на репетиционной точке на Садовой. Официально издана в 2022 году на кассете и в 2024 году на CD под названием «Сейчас». |
| 1989 | Неподвижность                   | Студия «Кости Мрака». Студийный альбом, официально издан в 2003 году на кассете и в 2017 году на виниле.                                                    |
| 1991 | Give Me New God (первая версия) | Запись сделана на репетиционной точке и на домашней студии. Официально издана в 2022 году на кассете и в 2024 году на CD под названием «Сейчас».            |
| 1991 | Give Me New God                 | Студия «Останкино». Официально не издавался. |
| 2012 | Reunion Session 2012 ЕР         | Студия «Апрель». Доступен только в цифровом формате через Bandcamp                                                                                          |